# Rising Star (serie de televisión)
Rising Star es una franquicia internacional de una competencia de canto. El concurso comenzó en Israel como HaKokhav HaBa en 2013 creado por Keshet Broadcasting. Muchos otros países se han adaptado al formato y comenzaron a emitir en sus cadenas nacionales sus propias versiones en 2014. El formato lentamente comenzó a adquirir popularidad al destacarse frente a otros clásicos mundiales como  American Idol (Simon Fuller), The X Factor  (Simon Cowell) y The Voice (John de Mol).

## Formato
En contraste con otros shows de TV que incluyen un jurado compuesto por celebridades, Rising Star incluye un elenco de celebridades expertas y considera como jurado al público en su casa. Durantes cada presentación, la audiencia en su casa puede decidir en tiempo real si el concursante debe avanzar o no de ronda, usando una aplicación móvil.
Mientras que el público en su casa es considerado como el “jurado”, los panelistas expertos también tienen cierta influencia en el voto final. El porcentaje de influencia que el voto de estos tiene, disminuye en cada una de las etapas de la competencia, hasta perder influencia en la etapa final, en la cual sólo importa el voto del público.

### Audiciones
Cada presentación comienza con el concursante detrás de una pantalla gigante (“El Muro”). Una vez que el concursante alcanzó el 70% de los votos positivos, el muro se levanta y el concursante queda expuesto frente al panel y una audiencia de público, lo cual significa que avanza a la próxima ronda. 

### Duelos
Aquellos concursantes que avanzan en las audiciones, son puestos en parejas por el panel de expertos para enfrentarse en un duelo (en el caso de un número impar de concursantes que avanzaron, aquellos que alcanzaron la mayor cantidad de votos positivos pero que no avanzaron en las audiciones, reciben una nueva oportunidad y participan de esta etapa). El primer concursante en presentarse, elegido con una moneda al azar antes del show, canta y deja la marca a superar por el segundo concursante. El segundo concursante, se presenta con el muro frente a él. Si este supera la cantidad de votos del primer concursante, el muro se levanta y esto significa que avanza a la próxima ronda, y que el primer concursante fue eliminado; si el segundo concursante falla en superar la cantidad de votos, esto lo elimina de la competencia y el primero avanza. Además, el artista perdedor con mayor cantidad de votos de cada programa correspondiente a esta etapa, recibe una nueva oportunidad y avanza a la siguiente etapa.

### La Ronda de 13
Luego de que la ronda de Duelos finaliza, 13 de los que sobrevivieron se presentan. Los primeros 7 concursantes se presentan con el muro levantado, luego de lo cual el concursante con menor cantidad de votos se ubica en el "asiento de riesgo". Los siguientes artistas se presentan frente al muro, y deben vencer el total de votos de la persona en el asiento para levantar el muro y avanzar a la próxima ronda. Si el concursante vence a quien se encuentra en el asiento, éste es eliminado, y el participante restante con la menor cantidad de votos se ubica en el asiento; en caso contrario, si el concursante no logra que el muro se levante, es eliminado y quien se encuentre en el asiento sigue manteniendo su lugar. Este procedimiento continúa hasta que los seis concursantes con menor cantidad de votos, terminan siendo eliminados. En adición a los seis que avanzan, el participante eliminado con mayor cantidad de votos, recibe la oportunidad de avanzar a la próxima ronda.

### Cuartos de final y semifinales
Durante estas rondas, se mantiene el formato de la Ronda de 13, a excepción del porcentaje de influencia del voto de los expertos y la cantidad de concursantes que avanzan. En los cuartos de final, sólo seis participantes avanzan, mientras que en las semifinales, sólo cuatro.

### Final
Durante la final, los concursantes son puestos en parejas para enfrentarse en duelos. El primer concursante se presenta con el muro levantado y marca el total de votos que debe superar el segundo concursante. El segundo, se presenta frente al muro. Si supera el total de votos recibidos por el primero, éste es eliminado, y él avanza a una segunda ronda. En caso contrario, el muro no se levanta y queda eliminado. En esta primera ronda con cuatro concursantes, entonces, se realizan dos duelos y finaliza con dos grandes finalistas. Luego en una segunda ronda de duelo, los dos finalistas se presentan con el muro levantado. La diferencia radica en que los totales de votos recibidos no son mostrados hasta que los dos se hayan presentado. De este modo, al final de la ronda, el concursante con la mayor cantidad de votos es coronado como el ganador de Rising Star. El voto de los expertos cuenta como cualquier voto de las personas en sus casas, por lo que no son revelados ni a los concursantes ni a la audiencia.

## Versiones internacionales
Franquicia que el programa está en producción
     Franquicia que el programa fue terminado
     Franquicia que el programa fue cancelado durante desarrollo
| País/Región             | Título                            | Cadena                                                                 | Ganadores | Presentadores                                                                                             | Expertos |
| ----------------------- | --------------------------------- | ---------------------------------------------------------------------- | --- | --- | --- |
| Alemania                | Rising Star                       | RTL Website                                                            | Temporada 1, 2014: Unknown Passenger | Rainer Jilg                                                                                               | - Sasha - Anastacia - Gentleman - Joy Denalane |
| Israel                  | HaKokhav HaBa (Formato Original)  | Keshet 12 (2018–) Channel 2 (2014–17)                                  | - Temporada 1, 2013: Evyatar Korkus - Temporada 2, 2014-15: Nadav Guedj - Temporada 3. 2015-16: Hovi Star - Temporada 4: 2016-17: Imri Ziv - Temporada 5: 2017-18: Netta Barzilai - Temporada 6, 2018-19: Kobi Marimi - Temporada 7, 2019-20: Eden Alene | Assi Azar Esti Ginzburg (1) Rotem Sela (2-)                                                               | *Rita (1) - Tzvika Hadar (1) - Rani Rahav (1) - Eyal Golan (1) - Muki (1-3) - Harel Skaat (2-) - Keren Peles 2-3) - Asaf Atedgi (2-3) - Asaf Amdurski (4-) - Static Tavori (5) - Ben-El Tavori (5) - Shiri Maimon (6) |
| Argentina               | Elegidos (La música en tus manos) | Telefe                                                                 | - Temporada 1, 2015: Matias Carrica - Temporada 2, 2015: Jorge Vazquez | Marley | - Miranda! - El Puma Rodríguez - Soledad Pastorutti - Axel |
| Brasil                  | SuperStar                         | Rede Globo Website                                                     | - Temporada 1, 2014: Malta - Temporada 2, 2015: Lucas e Orelha - Temporada 3, 2016: En Emisión | - Fernanda Lima - André Marques (Temporada 1-2)                                                           | - Ivete Sangalo (Temporada 1) - Fábio Jr. (Temporada 1) - Dinho Ouro Preto (Temporada 1) - Thiaguinho (Temporada 2) - Paulo Ricardo (Temporada 2) - Sandy (Temporada 2-presente) - Daniela Mercury (Temporada 3)      |
| China                   | 中国正在听                        | CCTV-3                                                                 | Temporada 1, 2014: Zhao Yuchen | - Li Jiaming                                                                                              | - Harlem Yu - Li Yuchun - Jolin Tsai - Li Jian |
| Estados Unidos Canadá   | Rising Star                       | ABC CTV                                                                | Temporada 1, 2014: Jesse Kinch | - Josh Groban                                                                                             | - Brad Paisley - Kesha - Ludacris |
| Francia                 | Rising Star                       | M6 Website                                                             | Temporada 1, 2014: Corentin Grevost | - Faustine Bollaert - Guillaume Pley                                                                      | - David Hallyday - Cathy Guetta - Cali - Morgan Serrano |
| Grecia Chipre           | Rising Star                       | Mega Channel                                                           | Temporada 1, 2016-17: Giannis Xanthopoulos | Giorgos Liagkas Kalomira (secundaria)                                                                     | * Antonis Remos - Despina Vandi - Kostas Makedonas - Christos Mastoras |
| Hungría                 | Rising Star                       | TV2 Website                                                            | Temporada 1, 2014: Palmira Várhegyi Lucas | - Ördög Nóra - Majoros Péter                                                                              | - Kerényi Miklós Gábor - Pásztor Anna - Feke Pál - Mező Misi |
| India                   | Rising Star India                 | Colors                                                                 | - Temporada 1, 2017: Bannet Dosanjh - Temporada 2, 2018: Hemant Brijwashi - Temporada 3, 2019: En producción | - Meiyang Chang (1) - Raghav Juyal (1) - Ravi Dubey (2)                                                   | *Shankar Mahadevan - Diljit Dosanjh - Monali Thakur |
| Indonesia               | Rising Star Indonesia             | RCTI Website                                                           | - Temporada 1, 2014: Indah Nevertari - Temporada 2, 2016–17: Andmesh Kamaleng - Temporada 3, 2018–19: En curso | - Boy William - Robby Purba (2-) - Sere Kalina (3-) - Kimmy Jayanti (1) - Ovi Dian (1) - Nirina Zubir (2) | - Bebi Romeo (1) - Judika (1-) - Rossa (1-) - Nazril Irham (2-) - Yovie Widitan (3-) - Millane Fernández (1) - Armand Maluana (2) - Anang Hermansyah (1-2) - Lilo (1) - Andien (1)                                    |
| Portugal                | Rising Star: A próxima estrela    | TVI Website Archivado el 6 de julio de 2015 en Wayback Machine.        | Temporada 1, 2014: Bruno Correia | - Leonor Poeiras - Pedro Teixeira                                                                         | - Pedro Ribeiro - Cuca Roseta - Rita Guerra - Carlão |
| Reino Unido (cancelado) | Rising Star                       | ITV                                                                    | Temporada 1, 2015: Cancelada antes del primer episodio | Temporada 1, 2015: Cancelada antes del primer episodio                                                    | Temporada 1, 2015: Cancelada antes del primer episodio |
| Rusia                   | Артист (Artist)                   | Rossiya 1 Website Archivado el 3 de agosto de 2015 en Wayback Machine. | Temporada 1, 2014: Suzanna Abdulla | - Olga Shelest - Vladimir Yaglych                                                                         | - Lolita Milyavskaya - Eugene Margulis - Nikolay Fomenko - Julia Savicheva |
| Turquía                 | Rising Star Türkiye               | TV8                                                                    | Temporada 1, 2015: Ferit Özkan Başeğmez Temporada 2, 2016: Ozancan Demir | - Öykü Serter                                                                                             | *Mustafa Sandal - Emilia Jahovic - Irem Derici - Yilmaz Morgul - Demet Akalin - Gulben Ergen - Fuat Guner |